# Mario Hernández
Mario Hernández Fernández (Madrid, 25 gennaio 1999) è un calciatore spagnolo, difensore svincolato.

## Carriera
Prodotto delle giovanili del Rayo Vallecano, la sua carriera inizia nel 2018, quando viene ceduto in prestito all'Atlético Onubense, la seconda squadra del Recreativo Huelva. Rientrato dal prestito a dicembre, il gennaio dell'anno successivo viene ceduto in prestito al Melilla, nella terza divisione spagnola. Non riuscendo a trovare spazio in squadra, in estate viene nuovamente girato in prestito, questa volta al S.S. Reyes, sempre nella terza divisione spagnola. Terminato il prestito, il 13 settembre 2020 debutta in prima squadra, giocando l'incontro di Segunda División vinto per 0-1 sul campo del Maiorca. Il Rayo Vallecano al termine della stagione 2020-2021 ottiene la promozione in massima serie, così, il 17 ottobre 2021, esordisce in Primera División, nella vittoria per 2-1 contro l'Elche, realizzando la rete del temporaneo 1-1.

## Statistiche

### Presenze e reti nei club
Statistiche aggiornate al 17 aprile 2022.
| Stagione        | Squadra         | Campionato      | Campionato | Campionato | Coppe nazionali | Coppe nazionali | Coppe nazionali | Coppe continentali | Coppe continentali | Coppe continentali | Altre coppe | Altre coppe | Altre coppe | Totale | Totale |
| Stagione        | Squadra         | Comp            | Pres       | Reti       | Comp            | Pres            | Reti            | Comp               | Pres               | Reti               | Comp        | Pres        | Reti        | Pres   | Reti   |
| --------------- | --------------- | --------------- | ---------- | ---------- | --------------- | --------------- | --------------- | ------------------ | ------------------ | ------------------ | ----------- | ----------- | ----------- | ------ | ------ |
| gen.-giu. 2019  | Melilla         | SDB             | 7          | 0          | CR              | -               | -               |                    | -                  | -                  |             | -           | -           | 7      | 0      |
| 2019-2020       | S.S. Reyes      | SDB             | 21         | 0          | CR              | 1               | 0               |                    | -                  | -                  |             | -           | -           | 22     | 0      |
| 2020-2021       | Rayo Vallecano  | SD              | 16         | 0          | CR              | 3               | 0               |                    | -                  | -                  |             | -           | -           | 19     | 0      |
| 2021-2022       | Rayo Vallecano  | PD              | 5          | 1          | CR              | 3               | 0               |                    | -                  | -                  |             | -           | -           | 8      | 1      |
| Totale carriera | Totale carriera | Totale carriera | 49         | 1          |                 | 7               | 0               |                    | -                  | -                  |             | -           | -           | 56     | 1      |